# Gornyj Łucz
Gornyj Łucz (ros. Горный Луч) – chutor (ros. хутор) w Rosji, w Kraju Krasnodarskim, w rejonie apszerońskim. Wchodzi w skład osiedla wiejskiego Nowopoljanskoje.

## Geografia
Chutor znajduje się w południowej części Kraju Krasnodarskiego, blisko granicy z Adygeją.
Jest położony nad rzeką Pszechą.

## Demografia
W 2010 roku chutor zamieszkiwało 37 osób.